# Kosztorys budowlany
Kosztorys budowlany – dokument finansowy realizacji inwestycji budowlanej, określający kalkulację ceny według ustalonych metod, w oparciu o przedmiar lub obmiar robót. W przypadku kosztorysu inwestorskiego jest szacunkiem kosztów do poniesienia. Kosztorysy budowlane w różnej formie, zakresie i stopniu szczegółowości sporządza się niemal na każdym etapie realizacji inwestycji budowlanej.
W procesie inwestycyjnym kosztorys przygotowuje inwestor w celu uzyskania informacji o planowanych kosztach inwestycji. Przygotowuje go również wykonawca w celu uzyskania wartości danej roboty określającej opłacalność jej realizacji. Kosztorys towarzyszy procesowi inwestycyjnemu w różnych jego fazach. Dla inwestora i wykonawcy jest on podstawą zawarcia umowy, przygotowania harmonogramu robót, zaplanowania realizacji robót, wyliczenia wartości inwestycji, pozwala określić wydatki poniesione na technologię robót, ustala zużycie nakładów RMS (robocizny, materiałów i sprzętu) w oparciu o katalogi lub analizę indywidualną, na koniec jest podstawą rozliczenia zakończenia inwestycji.

## Rozwój metod kosztorysowania w Polsce
- kosztorysowanie do 1939 r.,
- po 1949 r. wprowadzono Zestawienia Cen Jednostkowych (ZCJ), na podstawie jednolitych Katalogów Scalonych Norm Kosztorysowych (KSNK),
- w 1969 r, w miejsce ZCJ wprowadzono Katalogi Cen Kosztorysowych (KCK), a w miejsce KSNK wprowadzono Katalogi Norm Kosztorysowych (KNK),
- w kolejnych latach wprowadzono do KCK mnożniki do kosztorysowania M-76 i M-78,
- w 1983 r. wprowadzono metodę kosztorysowania szczegółowego opartą na Katalogach Nakładów Rzeczowych (KNR),
- Katalogi Scalonych Nakładów Rzeczowych (KSNR),
- w 2000 r. wprowadzono Kosztorysowe Normy Nakładów Rzeczowych (KNNR).

## Rodzaje kosztorysów budowlanych
- kosztorys inwestorski
- kosztorys ofertowy
- kosztorys zamienny
- kosztorys powykonawczy

Te cztery rodzaje kosztorysów wyczerpują obecnie całkowicie potrzeby ustalania wartości zamówienia i kalkulacji cen za roboty budowlane.

## Metody kalkulacji

### Metoda kalkulacji uproszczonej
W kosztorysowaniu uproszczonym cena kosztorysowania jest iloczynem ilości scalonych jednorodnych robót (np. 1 m² wykonanej nawierzchni betonowej, 1 m ułożenia przewodu wodociągowego itp.) oraz cen jednostkowych, a także ewentualnie podatku od towarów i usług VAT.

### Metoda kalkulacji szczegółowej
Przy ustaleniu cen kosztorysowych robót należy posługiwać się następującą formułą kalkulacyjną:
CK = R + M + Kz + S+ Kp + Z + Pv
gdzie:
CK – cena kosztorysowa określonego zakresu rzeczowego robót (obiektu, wydzielonego elementu, obiektu branżowego rodzaju robót lub wyodrębnionej w kosztorysie pozycji kalkulacyjnej)
R – koszty robocizny bezpośredniej
M – koszty materiałów bezpośrednich
Kz – koszty zakupu materiałów obejmujące również koszty ich transportu zewnętrznego
S – koszty pracy sprzętu oraz środków transportu technologicznego
Kp – koszty pośrednie
Z – zysk kalkulacyjny
Pv – podatek VAT

## Podział według kryterium zakresu rzeczowego
- kosztorysy inwestycji
- kosztorysy obiektów
- kosztorysy robót
- kosztorys powykonawczy
- kosztorys dodatkowy
- kosztorys nakładczy

## Układ kosztorysu
Kosztorys składa się z kilku części. Niektóre z nich są opcjonalne i mogą nie stanowić części danego kosztorysu.

## Sporządzanie kosztorysu
Kosztorys sporządzany jest przez kosztorysanta. W przypadku budownictwa kosztorysantem może być:
- architekt,
- inżynier budownictwa, zarówno specjalności budownictwo, jak i instalacji sanitarnych oraz elektrycznych,
- inne osoby, gdyż zawód ten obecnie nie wymaga specjalnych uprawnień.

## Zastosowanie kosztorysu w wycenie nieruchomości
W wycenie nieruchomości stosuje się różne podejścia, metody i techniki szacowania nieruchomości. W podejściu kosztowym przy zastosowaniu metod odtworzenia i zastąpienia można stosować techniki: szczegółową, scalonych elementów i wskaźnikową, a w metodzie kosztów likwidacji technikę szczegółową. Jednym z elementów operatu opartego na tych technikach oraz czasem przy podejściu mieszanym, jest kosztorys jako sposób określenia ceny kosztorysowej. W wycenie nieruchomości korzysta się najczęściej z gotowych cenników o różnym stopniu scalenia elementów i zakresie. W pewnych sytuacjach oczywiście wykonuje się kalkulacje oparte na katalogach KNR, KNNR, KSNR i innych.